# Euprosopia innocua
Euprosopia innocua är en tvåvingeart som beskrevs av Malloch 1939. Euprosopia innocua ingår i släktet Euprosopia och familjen bredmunsflugor. Inga underarter finns listade i Catalogue of Life.